# Koczkodany
Koczkodany (Cercopithecinae) – podrodzina ssaków z rodziny koczkodanowatych (Cercopithecidae).

## Występowanie
Podrodzina obejmuje gatunki występujące w Afryce i Azji.

## Systematyka
Do podrodziny należą następujące plemiona:
- Papionini Burnett, 1828
- Cercopithecini J.E. Gray, 1821